# 歴史改変SF
歴史改変SF（れきしかいへんエスエフ）は、思弁小説（あるいはサイエンス・フィクション）と歴史小説のサブジャンルであり、実際の歴史とは異なる歴史の経過を経た世界を描くものである。いわゆる「クレオパトラの鼻が低かったら歴史が変わっていた」というような歴史上の「もし」に答を与えるフィクションである。多くの作品は実際の史実に基づき、その上で我々の歴史とは異なる発展をした社会や政治や産業の状況を描くことを特徴とする。一般にフィクションは現実ではないという意味ではどの小説にも「歴史改変」的要素があるが、サブジャンルとしての歴史改変SFは、我々の歴史と異なる経過をたどる原因になった歴史上の分岐点が存在することを特徴とする。
1950年代以降、この種の小説はSF的小道具と結びつき、時空を移動することで世界間を行き来したり、超能力で別の世界があることに気づく、あるいは単に時間旅行したために歴史が分岐してしまうといった設定が多くなっていった。これらは密接に絡み合い、それぞれを完全に別個に議論することは不可能である。
英語では、alternate history の他に alternative history という呼称もある。フランス語では、歴史改変を uchronie と呼ぶ。これは、ユートピア（ありえない場所）などと同じ u- とギリシア語で時間を表す chronos を組み合わせて造られた単語である。したがって、uchronie とは「ありえない時」を意味する。他にも "allohistory"（他の歴史）という呼び方もある。

## 歴史改変SFの歴史

### SF以前の作品
史上最も古い歴史改変の作品の1つとして、ティトゥス・リウィウスの『ローマ建国史』の Book IX, sections 17–19 がある。そこでリウィウスはアレクサンドロス大王が東ではなく西に帝国を拡張しようとした紀元前4世紀の世界を深く論じている。リウィウスは「アレクサンドロスとの戦争に突入していたら、ローマはどうなっていただろうか?」と問題提起している。
1490年の叙事詩的騎士道物語 "Tirant lo Blanc" は、コンスタンティノープルがトルコ人に奪われたことが記憶に新しいヨーロッパで書かれたもので、ブルターニュの勇敢な騎士 Tirant The White が東ローマ帝国に駆けつけ、メフメト2世率いるオスマン帝国軍を撃退し、コンスタンティノープルを征服から救い、逆にオスマン帝国から領土を奪うという話であった。

### 19世紀
ユートピア(utopie/a)をもじったユークロニア(uchronie/a)という言葉が登場するが、これはフランスの哲学者シャルル・ルヌーヴィエの『ユークロニー－－－歴史の中のユートピア』(1857年)から取られた言葉で、この本も「自らの理念である共和制やヨーロッパ連合が実現しなかった無念の思い」を込めたもの。歴史改変の最初期の作品のひとつとして、フランスのルイ・ジョフロワの Histoire de la Monarchie universelle: Napoléon et la conquête du monde (1812-1832) がある。これはナポレオン・ボナパルトが1812年ロシア戦役に勝利した世界で、1814年にはイングランドを侵略し、最終的に全世界を征服するまでを描いている。
英語での最初の完全な歴史改変作品としては、ナサニエル・ホーソーンの1845年の短編小説 "P.'s Correspondence" がある。それは現実とは全く異なる1845年を見たために「狂人」と見なされた男の話で、その別の現実では既に死んだはずの有名人（バーンズ、バイロン、シェリー、キーツといった詩人、俳優のエドマンド・キーン、政治家のジョージ・カニング、さらにはナポレオン・ボナパルト）が生きている。
英語での最初の歴史改変の長編小説は Castello Holford の Aristopica（1895年）である。Louis Geoffroy の Napoléon et la conquête du monde, 1812–1823 ほど国粋主義的ではないが、Astropica はバージニアの初期の植民者が金の高純度の鉱脈を発見し、北アメリカにユートピア的社会を築く話である。

### 20世紀前半: パルプ雑誌の時代
19世紀末から20世紀初期には、いくつかの歴史改変小説が登場している（例えば、第3代準男爵サー・チャールズ・ペトリの1926年のIf: A Jacobite Fantasy）。1931年、イギリスの歴史家サー・ジョン・スクワイア（Sir John Squire）は当時の有名な歴史家のエッセイを集めたアンソロジー If It Had Happened Otherwise を編んだ。この中で、それぞれの歴史研究者が例えば「もしスペインでムーア人が勝っていたら」とか「もしルイ16世がもう少し毅然としていたら」といった問題に答えている。非常に真面目な論文もあれば、ヘンドリック・ウィレム・ファン・ローン（Hendrik Willem van Loon）のようにマンハッタンがオランダ人の都市国家として独立した世界の空想にふけっているものまで様々である。他の著者としては、Hilaire Belloc、アンドレ・モーロワ、ウィンストン・チャーチルなどがいた。
歴史改変で人気のあるテーマは、欧米では「ナポレオンの勝利」と南北戦争である。スクワイアのアンソロジーで、チャーチルは「もしリーがゲティスバーグの戦いに勝利していなかったら」という問題に対して、アメリカ連合国が勝利した世界の歴史家の立場から南北戦争を考察し、南軍が勝っていたらどうなっていたかを論じた（言い換えれば、ありうべきもう1つの世界の人間が我々のいる現実の世界を想像するという形式で書いている。ただし、その想像が全て当たっているとは限らない）。
同時期の歴史改変作品の例として（パラレルワールド間の移動を扱った初の小説でもあるが）、H・G・ウェルズの『神々のような人々』（1923年）がある。この中で主人公たちは時空を移動できる機械に遭遇して、一見して平和なユートピアと思われるイギリスに到着する。ウェルズが描いたのは多元宇宙論的なパラレルワールドであり、後にアメリカのパルプ雑誌でよく使われる設定になった。
1930年代になると歴史改変小説はさらに新たな段階に至った。1933年12月の「アスタウンディング」誌で Nat Schachner の "Ancestral Voices" が掲載され、すぐにマレイ・ラインスターの『時の脇道』 "Sidewise in Time" が続いた。それまでの歴史改変小説が比較的単純な歴史の分岐を扱っていたのに対して、ラインスターは全く異なる試みを行った。彼が描いたのは、年表がつぎはぎになった発狂した世界（20世紀にローマ帝国の軍隊やバイキングが現れる世界）であった。

### 歴史改変の手段としてのタイムトラベル
この時期にはタイムトラベル小説として、L・スプレイグ・ディ＝キャンプの『闇よ落ちるなかれ』が書かれている。これはマーク・トウェインの『アーサー王宮廷のコネチカット・ヤンキー』と似ており、アメリカ人の学者がベリサリウス率いる東ローマ帝国軍に侵攻されつつあるイタリアの東ゴート王国に行くという話である。この作品では、タイムトラベルした主人公が歴史改変を招く。しかもこの主人公は積極的に歴史を変えようとする（それに対してトウェインの主人公は歴史改変に失敗する）。
歴史の分岐（あるいは改変）原因としてのタイムトラベルは、その後もよく使われる設定となった。Ward Moore の Bring the Jubilee では、南北戦争で南軍が勝った世界に住む主人公がタイムトラベルし、ゲティスバーグの戦いで北軍を勝利に導く。
タイムトラベルによる歴史改変によって単に歴史が分岐するのではなく、完全に未来が置き換わるという設定の場合、未来の文明が歴史改変によって失われるのを防ぐ機関のような設定がよく使われる。例えば、ポール・アンダースンのタイムパトロールものが有名である。
タイムパトロールは深刻な道徳的ジレンマを生じる。アンダースンの短編「滅ぼさるべきもの」の中で、不法時間旅行者の影響によって第二次ポエニ戦争にカルタゴが勝ち、ローマが破壊されてしまう。結果として20世紀は全くことなる様相となる。「いいとか悪いとかではなく、単に全く違う」。主人公であるパトロールエージェントはその時代に戻り、無法者と戦い、歴史を元に戻す。しかし、それによって実在していた歴史全体が再び完全に破壊されるという代償を払わなければならない。何十億もの生命と別の何十億もの生命を主人公1人が秤にかけてどちらを取るかを決めなければならない。
タイムトラベルを扱った小説が、全て歴史改変SFというわけではない。改変される可能性を無視する場合もあるし、因果効果によって時間旅行者の行動の結果として彼の覚えている未来も同時に変わるという設定もある（例えば、ハリイ・ハリスンの『テクニカラー・タイムマシン』）。同様のアプローチの例としてマイケル・ムアコックの『この人を見よ』では、主人公が紀元28年の聖地にキリストに会いに行くが、結局自分が記憶している通りにキリストを演じることになる。

### パラレルワールド
H・G・ウェルズのパラレルワールド/多元宇宙（上述）からの派生としては、ディ・キャンプの1940年の短編 "The Wheels of If"（「アンノウン」誌、1940年10月）がある。この中で主人公は元の世界から次々と別の世界に移っていき、徐々に元の世界とはかけ離れた世界へと進んでいく。このサブジャンルは、歴史上の事件の結果が違っていたらという準学究的な観点を持ち込まずに別の世界を創造する目的で早くから使われた。フレドリック・ブラウンの『発狂した宇宙』（1949年）は、SF雑誌やその若い読者への風刺としてこの設定を使ったものである。クリフォード・D・シマックの Ring Around the Sun（1953年）では、主人公は人類がいないパラレルワールドの地球に到達し、そこにミュータントの一団の植民地を発見する。これは、マッカーシズムと冷戦への作者の懸念を表した作品である。

### 並行時間パトロールの登場
1940年代末から1950年代には、H・ビーム・パイパー、サム・マーウィン・ジュニア、アンドレ・ノートンといった作家がパラレルワールドを舞台としたスリラー小説を書いている。様々な歴史の世界が並存し、それらの間を何らかの技術で行き来する。彼らによって、時空を行き来する技術を持たない世界を秘密裏に利用したり保護したりする帝国が存在するという設定が作られ、それらの世界にジェームズ・ボンド的な秘密諜報員が派遣されているという設定ができた。これをパイパーは並行時間（para-time）パトロールと呼んだ。
このコンセプトは1つの小説に複数の歴史をごった煮のように詰め込むことができ、主人公は悪人に追われて世界から世界へ逃げたり（逆に悪人を追う場合もある）、並行時間警察に追われたりといったストーリーが展開する。
並行時間テーマで警察が出てこない場合もある。ポール・アンダースンは、時空の狭間にある Old Phoenix という居酒屋を創造した。その居酒屋には、アンダースンの様々な作品の登場人物がやってくる。この場合、歴史の共通部分やそれぞれの分岐点は不明確であり、作者がそれについて十分な情報を提供することはない。
並行時間スリラーは後年になって量子力学のエヴェレットの多世界解釈（1957年）で世界の差異を説明することが多くなった。ある作者は世界の分岐は人間の自由意志と意思決定によるとし、別の作者はカオス理論のバタフライ効果を援用して原子などのランダムな差異が増幅されてマクロ的な発散となって歴史の差異が生じるとした。どちらにしてもSF作家は一般に特定の歴史上の出来事から発散が生じるとすることが多い（この時点を POD、Point of Divergence と呼ぶ）。エヴェレット以前、SF作家が並行時間旅行を説明する際には、ピョートル・ウスペンスキーの思想や高次元を持ち出していた。
歴史改変がパラレルワールドで説明される一方で、多世界理論は無限に連なる並行世界へと発展していく。量子力学では、あらゆる量子事象で世界が分岐するとされ、作家が人間の意思決定が分岐を生むと設定したとしても、あらゆる意思決定で異なる時間線に分岐を生じることになる。作家の考えた空想上のパラレルワールドでは想像の範囲外の選択は考慮しないことがある。テリー・プラチェットの Night Watch では、主人公に対して、起きうることは全て起きたが、主人公が妻を殺した世界だけは存在しないと告げる人物が登場する。あらゆる選択肢について世界が分岐するとしたら、主人公は単に幸運な分岐を選んで描かれているだけということになり、勇敢さも知恵も意味が無くなる。この考え方を採用した作家もいるが、ラリー・ニーヴンの「時は分かれて果てもなく」では、そのような無限の分岐が現実となっている世界で自殺や殺人が横行する様を描いている。
たとえ全ての選択で世界が分岐するとしても、勇敢さや知恵がそれらの世界の分布に影響を与えるという議論は可能である（それぞれの種類の世界が無数にあるとしても、無限集合の度合いを測ることはできる）。物理学者デイヴィッド・ドイッチュは量子力学の多世界解釈を強力に支持しているが、これについて「正しい選択をすることで我々は妥当な生活を送っている宇宙のスタックを集中させることができる。あなたが成功すると、あなたと同じ選択をした全てのコピーも成功する。あなたがよい選択をすれば、多元宇宙でよい選択がなされる部分が増大する」と述べている。この見方はSF小説で描くにはあまりにも抽象的すぎるが、それを試みた作家もいる。例としてグレッグ・イーガンの短編「無限の暗殺者」がある。
多くの作家はこのような議論を避けている。H・ビーム・パイパーの『異世界の帝王』では、火薬の製法を知っているペンシルベニアの警官が火薬の製法が秘密にされている世界に転送され、隣国に征服されようとしている国を救う。並行時間パトロールはその征服は成功することになっていると警告するが、この本ではその国が救われた時間線だけを描き、征服によって虐殺が起きた時間線を描くことはしない。
並行時間テーマは1960年代になってキース・ローマーの『多元宇宙の帝国』から始まるシリーズで発展した。パイパーの方向性は政治的により洗練した形でマイケル・カートランド（Michael Kurkland）やジャック・L・チョーカーに受け継がれた（1980年代）。また、パイパーのような並行時間帝国の設定を用いた作品を10代の読者向けに書いたのがハリイ・タートルダヴである。
並行時間における世界戦争（並行時間帝国同士の戦争）というコンセプトは、フリッツ・ライバーがヒューゴー賞を受賞した『ビッグ・タイム』（1958年）から始まるシリーズ（Change War）から発展した。その後1970年代には Richard C. Meredith の Timeliner 三部作、1980年代には マイクル・マッコーラムの『時空監視官出動!』、1990年代には John Barnes の Timeline Wars 三部作が登場した。
並行時間ものの中には、世界によって物理法則が異なるという設定のものもあり、ファンタジーによく見られる。アーロン・オールストンの Doc Sidhe と Sidhe Devil が例として挙げられる。この場合は異世界にもテクノロジーが存在するが、異世界がよりファンタジー的であるほど、その作品もファンタジーに分類される傾向がある。
SFにもファンタジーにも、そのパラレルワールドが歴史の分岐したものなのか不明確な作品がある。分岐点の存在をほのめかすだけの作品もあれば、全く説明なくパラレルワールドを登場させる作品もある。

### 歴史改変SFを発展させた主な作家

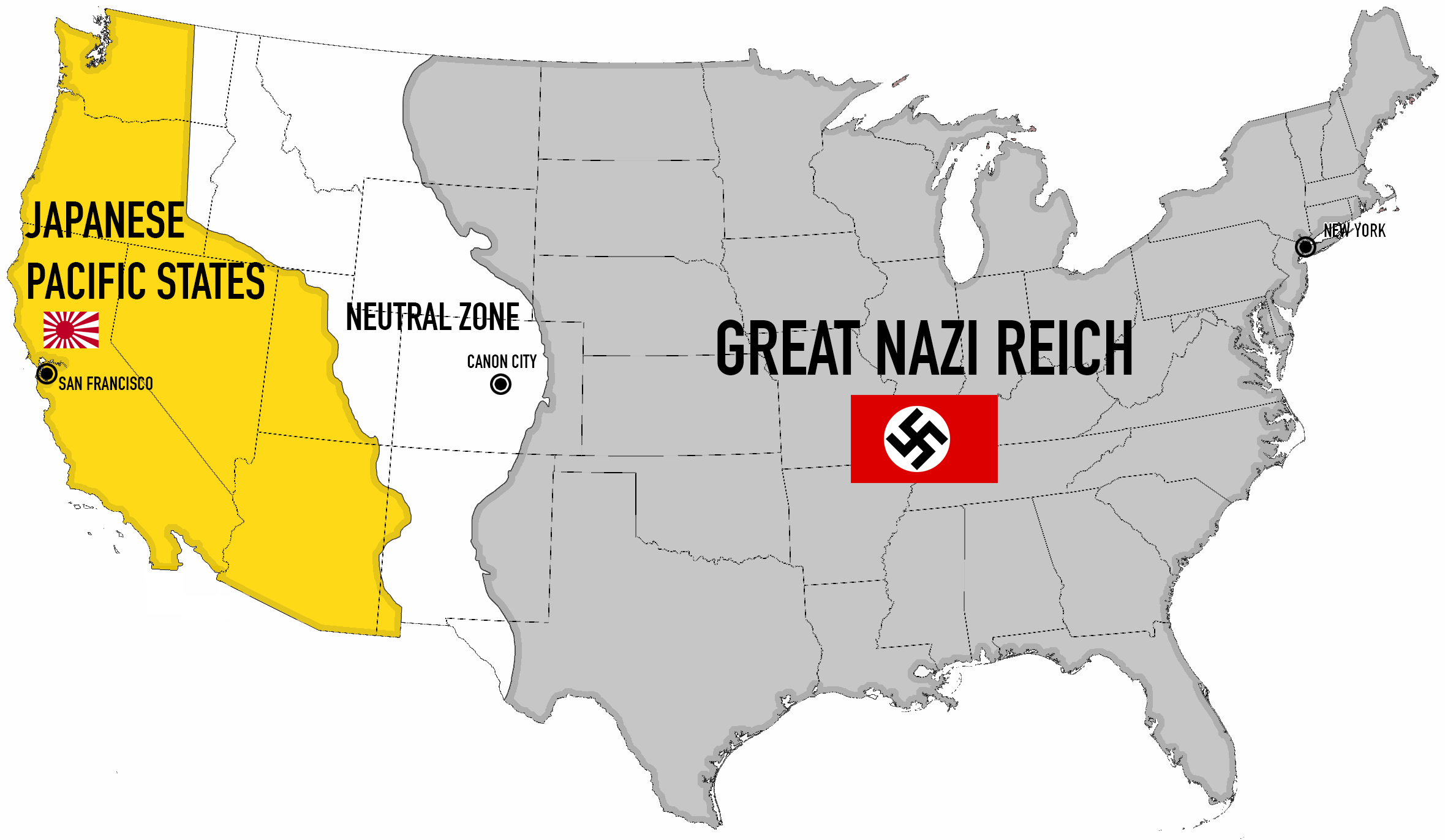
テレビドラマ高い城の男における「旧アメリカ合衆国」地図。日本太平洋合衆国、大ナチス帝国、中立地帯に三分されている

フィリップ・K・ディックの『高い城の男』（1962年）は、ナチス・ドイツと大日本帝国が第二次世界大戦に勝利した世界を描いている。ディックの作品の中でも特に高く評価されており、歴史改変SFを主流文学にまで高めたとの評価まである。また、この作品ではナチスと日本の負けた世界を描いた本の作者が登場し、一種の入れ子構造になっている（同名のテレビドラマが制作された）。
続いて、ウラジミール・ナボコフの『アーダ』（1969年）は、帝政ロシアが北米の一部を支配する世界を描き、その中で主人公は我々の世界と思われる逆地球の噂に苦しめられる（ディックの入れ子構造を借用したと言われている）。一部批評家は、『アーダ』における逆地球の存在が、描かれている世界が主人公の幻覚であることを示唆しているという（これもディックに良く見られるテーマである）。
豊田有恒の『モンゴルの残光』（1967年）は、モンゴル帝国が世界を支配した時代を描いている。山田風太郎の『魔天忍法帖』（1965年）は、安土桃山時代から江戸時代初期の歴史を改変しているが、出来事の流れが本来と逆になっているという特徴がある。
アイザック・アシモフの短編「もし万一…」（1952年）は、テレビのような装置を使って別の現実を調べる話である。同様のアイデアは1955年の長編『永遠の終り』にも登場する。この作品では、「永遠」は世界の現実を人々に気づかれずに改変できる。
フィリップ・ロスの 「プロット・アゲンスト・アメリカ」（2004年）では、フランクリン・ルーズベルトが1940年の3度目の大統領選に負け、チャールズ・リンドバーグが大統領となり、アメリカでのファシズムと反ユダヤ主義が高まる。
ダレン・シャンのダレン・シャンシリーズでは、12巻目でこのテーマについて言及している。すなわち、時を遡ってアドルフ・ヒトラーを殺害したとしても、別の誰かがその役を果たすとし、歴史は変えられないと主張する。同様の主張はドイツ人作家 Carl Amery の Das Königsprojekt (The Royal Project）にもある。

### 最近の歴史改変SF
1980年代末から1990年代にかけて、歴史改変もののブームが起きた。ハリイ・タートルダヴが多数の作品を発表し、スチームパンクというジャンルが出現し、グレゴリー・ベンフォードが編集したアンソロジー What Might Have Been シリーズやマイク・レズニック編集のアンソロジー Alternate ... シリーズなどが出版された。他にも、S・M・スターリング、キム・スタンリー・ロビンソン、ハリイ・ハリスン、ハワード・ウォルドロップらが同時期に歴史改変SFを書いている。
1990年代末ごろからハリイ・タートルダヴが「歴史改変SFのマスター」と呼ばれるようになった。南北戦争でアメリカ連合国が勝利した世界を描いたシリーズと、第二次世界大戦中に異星人が地球を侵略する世界を描いたシリーズがある。他にも A Different Flesh では氷河期にアジアからアメリカ大陸に人間が移住して来なかった世界を描いている。In the Presence of Mine Enemies では、第二次世界大戦にナチス・ドイツが勝利した世界を描き、Ruled Britannia では、スペインの無敵艦隊がエリザベス朝のイギリスに勝ち、ウィリアム・シェイクスピアが征服者であるスペイン人に対してイギリス人を立ち上がらせるような芝居を書く仕事を引き受ける。また、俳優のリチャード・ドレイファスとの共著 The Two Georges では、ジョージ・ワシントンとジョージ3世が協定を結び、アメリカが独立しなかった世界を描いている。また、日本が真珠湾攻撃をしただけでなく、ハワイ諸島を占領した世界を描いた作品もある。2005年には、北アメリカの東海岸部分が独立した大陸となって大西洋にある世界を描いた短編小説を2編書いており、同じ設定の長編 Opening Atlantis はシリーズ化される予定である。
おそらく最も頻繁に持ち出される歴史改変SFのテーマは、ナチスが第二次世界大戦に勝利した設定であろう。中にはナチスが全世界を征服した設定の小説もあるし、アメリカだけが対抗している世界を描いた小説もある。ロバート・ハリスの『ファーザーランド』（1992年）は、ナチスがヨーロッパを征服した世界を描いており、その描写は評価が高い。未来からのタイムトラベルやパラレルワールドからの旅行をきっかけとして世界が分岐するという設定を扱った作品もある（ジェイムズ・P・ホーガンの『プロテウス・オペレーション』（1986年）、マイクル・P・キュービー＝マクダウエルの『悪夢の並行世界』（1988年） など）。ノーマン・スピンラッドの『鉄の夢』（1972年）は、アドルフ・ヒトラーが1920年代にヨーロッパから北アメリカに逃亡した後に書いたSF小説という体裁をとっている。下院議長を務めたこともあるニュート・ギングリッチは William R. Forstchen と小説 1945 を共同執筆した。これは、アメリカが第二次世界大戦で日本には勝ったがドイツを敗北させられなかった世界を描いている。結果としてアメリカとドイツの間で冷戦が続いている世界である。彼らは続編を書くことを約束したが果たしていない。代わりに南北戦争に関する三部作を書いている。第一部の Gettysburg: A Novel of the Civil War はゲティスバーグの戦いで南軍が勝つ話である。南北戦争とナチスの双方を取り上げたシリーズにはジャック・ウォマックの6部作があり、南北戦争が起こらず、アメリカはナチスと和平を結び、ユダヤ人と同様の迫害をアメリカの黒人が受ける世界が描かれている。
L. Neil Smith が1981年に書き始めたシリーズ（1作目は The Probability Broach）は、18世紀後半のウィスキー税反乱でアメリカ連邦政府が崩壊し、リバタリアニズム的ユートピアが出現した世界を描いている。
タイムトラベルと歴史改変を組み合わせたものでは、あるコミュニティ全体が過去に行って、新たな時間線を生み出すという設定が増えている。過去に行く設定としては、自然現象によるもの、異星人の進んだ技術によるもの、人類の行った実験が失敗した結果などがある。S・M・スターリングの Island in the Sea of Time 三部作は、現代のナンタケット島が住民ごと青銅器時代にタイムスリップする話である。Eric Flint の 1632 シリーズは、ウェストバージニア州小さな町が17世紀のヨーロッパにタイムスリップし、ハプスブルク家に対抗するという話である。John Birmingham の Axis of Time 三部作は、アメリカ海軍のタスクフォースが2021年から1942年に送り込まれ、連合軍を助ける話である。

### 最近の歴史改変ファンタジー
ファンタジーの多くは、実際の歴史となんらかのつながりを持った世界を設定しているが、そこに魔法が追加されている。魔法があるということは自然法則が異なることを意味し、分岐点がどこにあるかを想像することは難しい。分岐の効果は、人類の歴史だけでなく、生命全体に及ぶと考えられる。歴史は似ているが自然法則が異なる世界を描いた例として、ポール・アンダースンの『魔界の紋章』がある。ほぼ史実通りだが若干変化させている例としてランドル・ギャレットのダーシー卿シリーズ、ラルフ・イーザウの暁の円卓シリーズ、「銀の感覚」がある。
スザンナ・クラークの ジョナサン・ストレンジとミスター・ノレル は、ノーサンブリアに300年以上も続く魔法王国が存在するイギリスを舞台としている。Patricia Wrede のファンタジーでは、イギリスに王立魔術師協会が存在する。ポール・アンダースンの A Midsummer Tempest では、シェイクスピアが偉大な歴史家として記憶されており、小説自体はオリバー・クロムウェルとチャールズ1世の時代に早めに産業革命が起きた世界を描いている。
オースン・スコット・カードのアルヴィン・メイカーシリーズ（末日聖徒イエス・キリスト教会の創設者ジョセフ・スミス・ジュニアの生涯に似た話）は、19世紀初めのパラレルワールドのアメリカを舞台にしている。
キース・ロバーツの『パヴァーヌ』ではエリザベス1世が暗殺され、スペインがイギリスを征服した世界を描いており、技術革新が滞っているが妖精が実在する世界である。
一般にファンタジーでは、魔法が実際に機能するが、それが歴史を改変するほどの効果を発揮しないような設定をすることが多い。多くはルネサンス期かそれ以前に時代設定し、魔法が弱まっているという設定をしていることもある（それが現代に魔法が存在しない説明になっている）。
魔法が現代にもあるという設定の場合、歴史改変とは明確に異なり、いわゆる秘史として描かれる。例としてはロバート・A・ハインラインの『魔法株式会社』、ポール・アンダースンの『大魔王作戦』（大騒動になるので秘史ではない）などがある。
ファンタジー色が濃くなると歴史改変的要素は薄くなる。ただし、文化的背景を現実のものを参考にしていることが多い。バリー・ヒューガートの『鳥姫伝』は全くのファンタジーだが、その文化は中国的であり、武則天など歴史上の人物も登場する。
ダイアナ・ウィン・ジョーンズは並行時間警察のファンタジー版を生み出し、クレストマンシーシリーズ（1977年 - 1988年）に登場させている。特に『魔法使いはだれだ』では、われわれの世界というよりもクレストマンシー自身の世界の歴史改変を鮮明に描写している。
テリー・プラチェットのディスクワールド・シリーズでも何度か歴史改変を扱っている。

## 小説以外での歴史改変もの

### ラジオ
1953年、NBCラジオは Stroke of Fate という番組を放送した。これは、歴史上の重大な出来事について、史実とは異なる結果となる可能性をドラマ仕立てで展開し、歴史家がそれを解説するというものだった。例えば、南北戦争の結果が違っていたら、アレクサンドロス大王が長生きしていたら、ジェームズ・ウルフが長生きしていたら、ユリウス・カエサルが暗殺されなかったら、アーロン・バーの決闘が逆の結果だったら、などのエピソードがあった。

### 映画
歴史改変を扱った映画もいくつかある。ケヴィン・ブラウンローの It Happened Here（1966年）は、ナチスに占領されたイギリスを描いた作品である。HBOのテレビ映画 『ファーザーランド』（1994年）は、第二次世界大戦でドイツが勝利し、イギリスまで占領されている1960年代の世界を描いている。韓国映画の『ロスト・メモリーズ』（2002年）は、伊藤博文が安重根に暗殺されなかった世界を描いている。Timequest（2002年）は、タイムトラベラーがジョン・F・ケネディ暗殺を阻止し、歴史を変えてしまう話である。C.S.A.: The Confederate States of America（2004年）は、イギリス制作のドキュメンタリーという形式で、南北戦争に南軍が勝った世界を風刺的に描いている。日本映画では、1979年の『戦国自衛隊』、2007年の『バブルへGO!! タイムマシンはドラム式』がある。
歴史上の重大事件とは無関係に、より個人的なパラレルワールドや歴史改変を描いた映画もある。例えば、フランク・キャプラの『素晴らしき哉、人生!』、バック・トゥ・ザ・フューチャーシリーズ、Blind Chance、『スライディング・ドア』、『ラン・ローラ・ラン』、Me Myself I、『バタフライ・エフェクト』、『オーロラの彼方へ』などがある。日本映画では、1983年の『時をかける少女』、2005年の『サマータイムマシン・ブルース』などがある。

### テレビ
テレビ番組にも歴史改変のコンセプトを使ったものがある。
SFテレビ番組 Sliders は、量子力学的多元宇宙論に基づいた歴史改変ものになっている。そこに登場するパラレルワールドはディストピアであることが多い。
アメリカのドラマ『フォー・オール・マンカインド』は、1969年にアポロ11号よりも先にソ連の宇宙飛行士が月に降り立ち、したがって宇宙開発競争が終わらなかった世界を描いている。現実では2020年代現在も実現していない月面基地や有人火星探査が20世紀中に実現しているほか、時代が進むにつれて、宇宙開発競争によってもたらされる技術革新（1980年代に電気自動車や携帯電話、1990年代にタブレット端末や液晶モニターが普及している）や、細かな歴史からの逸脱（ジョン・レノンが暗殺を生き延びる、メキシコが共産化するなど）が顕著になってくる。
歴史改変がテーマではない番組でも、歴史改変のコンセプトを使う場合がある。時空警察と同様のことにスタートレックでも何度か使っている。『宇宙大作戦』（TOS）の「危険な過去への旅」、『まんが宇宙大作戦』の「タイム・トラベルの驚異」、『新スタートレック』の「亡霊戦艦エンタープライズ'C'」などがある。映画版第8作の『スタートレック ファーストコンタクト』では歴史改変を防ぐことが主題となっている。また、「イオン嵐の恐怖」（TOS）に出てくる世界は単なるパラレルワールドだったが、その後のスピンオフシリーズ（『スタートレック:ディープ・スペース・ナイン』、『スタートレック:エンタープライズ』）のエピソードにも平和的な惑星連邦とは全く性質の異なる暴虐的な地球帝国（テラン帝国）が成立している鏡像宇宙という設定で登場し、歴史改変SF的要素が加わっていった。イギリスのテレビ番組『ドクター・フー』にも歴史改変SF的なエピソードがある。シーズン1からシーズン2にかけてのヒロインであるローズ・タイラーの父ピート・タイラーが車にひかれ死亡する際、改変前の時空では犯人は逃走してピートは一人で息絶えるが、改変後は事故に遭った場所が変化して犯人も逃走せず、死に際には娘のローズが彼の手を握り続けていた。さらにシーズン2では、彼が死亡せず大富豪になった並行世界が描かれている。この世界はシーズン2最終回あたりでも登場している。シーズン4の11話 Turn Left では、このシーズンのヒロインであるドナ・ノーブルが実際とは異なる選択をしたためにドクターが死亡した世界が登場する。『ファミリー・ガイ』のあるエピソードでは、過去にタイムトラベルして歴史を変えてしまう話がある。『トワイライト・ゾーン』のエピソード "The Parallel" では、宇宙飛行士が全く違う歴史のパラレルワールドに行く。
日本では漫画原作のアニメやドラマが制作されることも多く、後述の漫画『ドラえもん』『ジパング』『大奥』は前者2つがアニメ・後者はドラマおよび劇場映画が制作された。お笑いタレントのバカリズムが脚本を担当したテレビドラマ『素敵な選TAXI』は登場人物が全て一般人で、改変する時間軸も30～3時間と極めて短く（ワープなどの描写も一切存在しない）、SF性の抑えられた作風となっている。

### ロールプレイングゲーム
テーブルトークRPGには歴史改変を扱った作品が多い。特に「ガープス」の第4版ではデフォルト設定に複数の時間線を含んでいる。

### コンピュータゲーム
コンピュータゲームにも歴史改変を扱ったものは多い。特にパソコン版ゲームの場合、あらかじめゲームメーカーが用意したシナリオだけでなく、公式ツールやMOD、その他のツールによりユーザー側でシナリオを作成・改変することも可能になっているためこれを用いて歴史改変シナリオが独自に作られることもある。
『コマンド&コンカー レッドアラート』は、アルベルト・アインシュタインが第二次世界大戦を防ぐためにヒトラーの存在を消すという設定である。その結果、ヨシフ・スターリン率いるソビエト連邦の力が強まり、ヨーロッパへ侵攻を開始する。
『Crimson Skies』は、1つの歴史改変の設定を様々なジャンルに展開している例である。1930年代のアメリカ合衆国が、世界恐慌、第一次世界大戦、禁酒法などの影響で敵対する複数の国家に分裂している世界である。国家間の道路や鉄道は破壊されている。戦闘機部隊に護衛された大型硬式飛行船が、ハイジャックや敵国の標的にされている。この世界設定に基づいたボードゲームやパソコンやXbox向けのコンピュータゲーム、小説、コミックなどが発売されている。
『フリーダム・ファイターズ』では、第二次世界大戦中にソビエト連邦が先に原爆を開発した世界を設定している。それによって真っ先にベルリンが攻撃された。そのため、ソ連の発言力が強まり、その後の歴史はソ連主導で展開していく。1953年にはヨーロッパ全土がソ連に吸収された。その後も勢力を拡大し続けたソ連がニューヨークに侵攻する所からゲームは始まっている。
『World in Conflict』は、ソビエト連邦が崩壊し始めていた1989年、ワルシャワ条約機構が西側へ侵攻を開始するという設定である。2008年2月にリリースされた『Turning Point: Fall of Liberty』では、それまでとは異なり、ウィンストン・チャーチルが1931年に死亡し、第二次世界大戦に枢軸国が勝利した設定である。War Front: Turning Point も別の設定で、ヒトラーが早めに死亡し、ナチスの指揮系統が効率化されたためにアシカ作戦が成功し、イギリスが占領される。
他にも、PlayStation 3をはじめとした『RESISTANCEシリーズ』も歴史改変の要素がある（第二次世界大戦が起きなかったという設定）。
日本製のゲームにも歴史改変を扱ったものは多い。システムソフト・アルファー（旧・システムソフト）の『大戦略シリーズ』には近隣諸国が日本への侵攻を開始したという設定のシナリオがほぼ毎回搭載されている。またコーエーの信長の野望シリーズ、三國志シリーズ、太閤立志伝シリーズをはじめとした作品にも歴史改変要素のあるシナリオが存在する。
『Hearts of Iron IV』では歴史改変系NFが多く存在している。中には現実的な展開(皇道派によるクーデター、スターリンへの反乱)もあるが、大半は非現実的なもの(マプチェ族の国、ポルトガル王国の復興、ローマ帝国の復活)である。また本ゲームのMODにも歴史改変系は多い(Kaiserreich、The new Order:Last Days of Europeなど)。

### コミック
コミックや漫画にも歴史改変SFが存在する。Captain Confederacy はアメリカ連合国が独立し、プロパガンダ目的でキャプテン・アメリカのようなスーパーヒーローを作る話である。
アラン・ムーアのコミックシリーズ『ウォッチメン』（1986年）はスーパーヒーローのいるもう1つのアメリカが舞台だが、歴史改変の要素はそれだけではなく、ベトナム戦争はアメリカが勝利し、リチャード・ニクソンは任期を全うしたという設定になっている。Warren Ellis の Ministry of Space（2001年）は、アメリカやソ連に先駆けてイギリスがドイツのロケット技術を獲得した世界の話である。
『ドラえもん』は、玄孫が自分の高祖父の悲惨な未来を変えるためにロボットを送り込み、様々な未来の道具（ひみつ道具）を使って災難を回避して最終的には未来を改変する話であるが、この他にも作中では様々な歴史改変をしている。例えば、絶滅動物を勝手に現代で繁殖させたり、3億年前に現代の犬と猫を連れてきたり などの改変行為をしている。
『ジパング』では、海上自衛隊の最新イージス艦が1942年のミッドウェー海戦の時代にタイムスリップする。結果として第二次世界大戦の情勢を変えてしまい、歴史を変えてしまう。
『大奥』は、ある病気により、江戸時代の日本の男性の人口が4分の1に激減し、徳川家の将軍職は女性に引き継がれ、大奥は男の城になるという、権力における性差が逆転した世界の話である。
DCコミックスでは、本筋とは異なるシリーズを歴史改変的な扱いにしており、従来は "Imaginary Tales" と呼んでいた。そして1989年、Batman: Gotham by Gaslight から新たなインプリント『エルスワールド』を立ち上げた。マーベル・コミックでは同様の形式のものを『ホワット・イフ?』シリーズと呼んでいる。このシリーズのコミックは1巻ものが多く、メインシリーズとはつながりがない。

## 歴史改変SFの境界線
小説の中には歴史改変SFのようにも読めるが、そのように意図して書かれたわけではないものがある。例えば、ロバート・A・ハインラインの「月を売った男」（1949年）である。この小説では、人類初の月到達は1960年代に政府ではなく個人企業が行ったことになっている。最近の読者がこれを読むと、史実と異なるから歴史改変SFだと思うかもしれない。しかし、書かれた当時は20年ほど未来のことを書いていたのである。したがって「月を売った男」は古くなったSFであって、歴史改変SFではない。似たような例として『2001年宇宙の旅』の小説版や『1984年』などがある。どちらも書かれた当時は未来のことを書いたものだが、現在から見れば過去の時点を描いている。
歴史改変SFと古びてしまった未来史の根本的違いは、作者が真の歴史がどうなっているかを知った上で書いているか否かである。後者は、作者が完全に想像して書いている。例えばH・G・ウェルズの『世界はこうなる』（『来るべき世界』、『地球国家2106年』） "The Shape of Things to Come" （1933年）は、ドイツがヴェルサイユ条約に縛られ、アドルフ・ヒトラーが台頭してきたころに書かれた。その中では、ポーランドとドイツが10年間戦い、明確な決着がつかないとされている。同じ話を現代の作家が書くなら、既にドイツ国防軍がポーランドを迅速に圧倒した事実を知っているので、なぜポーランドがそれほど強いのかを詳しく説明しなければ読者を納得させられないだろう。
また、歴史改変SFは秘史や歴史修正主義とは異なる。これらは、実際の歴史に一般的に知られているものとは異なる解釈や秘密を与えるものである。例えば、様々な事件の背後にイルミナティやフリーメイソンや地球外生命が暗躍していた、という小説は秘史に分類される。中には、歴史改変と秘史を1つにした作品もある。例えば、ロバート・シェクリイの "Dukakis and the Aliens" では、1988年の大統領選でマイケル・デュカキスがジョージ・H・W・ブッシュに勝ち、エリア51にあるUFO基地にいる彼の主人に会いに行くという話である。
歴史改変SFは、失われた歴史といった設定のファンタジーとも異なる。それは例えば、古代に文明が栄えていたが、忘れ去られてしまったというような設定である。例えば、ロバート・E・ハワードやJ・R・R・トールキンの諸作品がある。
歴史改変SF以外にも、意思決定による分岐を扱う小説は存在する。例えばマージ・ピアシーの『時を飛翔する女』（1976年）がある。精神病院に入れられた主人公の女性は、2種類の未来社会を見ることができる。1つはフェミニズム的な理想社会で、もう1つはファシズムの支配するディストピアである。彼女の脳に施される手術によってどちらの未来が勝つかが決まる。タイムトラベルの要素があり、並行時間の要素があり、妄想的現実を描いているようでもあるが、意思決定による分岐が現在行われるものという点で歴史改変SFとは呼べない。
歴史改変SFと若干似たジャンルとして英語で invasion literature と呼ばれるジャンルがある（直訳すると「侵略文学」）。これは、大衆が不安に感じている近未来の悪い予測に基づいた小説などを指す（ヴィタ・サックヴィル＝ウェストはこれを "cautionary tale" と呼んだ）。例えば、1870年代ごろから、イギリスではドイツやフランスが侵略してくるという話が多数書かれた。世界恐慌の際には、シンクレア・ルイスがファシストがアメリカ合衆国を乗っ取るという It Can't Happen Here（1935年）を書いた。第二次世界大戦初期に Sackville-West が書いた Grand Canyon（1942年）は、ドイツが国防の備えのないアメリカ本土を急襲する話である。これらの小説はごく近い未来を描いているため、古くなった未来史と同じように、後世の人が読むと歴史改変SFのように読める。
戦後の日本では、第二次世界大戦を扱うことに特化した架空戦記というサブジャンルが独自の発展を遂げた。特にSF志向ではない（SF的小道具やSF的プロットが使用されない）作品も多い。架空戦記の先駆的作品としては、高木彬光の『連合艦隊ついに勝つ』（1971年）、 豊田有恒の『タイムスリップ大戦争』（1975年）や『パラレルワールド大戦争』（1979年）がある。